# Ceneribastunneln
Ceneribastunneln är en schweizisk järnvägstunnel i Ticino.